# Fred Rutten
Fredericus Jacobus Rutten (* 5. Dezember 1962 in Wijchen) ist ein ehemaliger niederländischer Fußballspieler und jetziger Fußballtrainer.

## Spielerkarriere
Rutten begann seine Karriere bei Alverna Wijchen. 1978 wechselte er zum FC Twente Enschede. Am 13. April 1980 absolvierte er sein erstes Spiel in der Ehrendivision gegen Vitesse Arnheim. Am 16. November 1988 absolvierte Rutten sein einziges Spiel für die niederländische Fußballnationalmannschaft. Beim Spiel Italien gegen die Niederlande wurde er eingewechselt. 1992 musste er wegen einer Hüftverletzung seine Karriere beenden.
Da Rutten bekannt war für seine sichere und abgeklärte Spielweise, wurde ihm in den Niederlanden der Spitzname „Das Türschloss von Enschede“ gegeben.

## Trainerkarriere
Ab 1993 arbeitete Rutten als Co-Trainer von Twente Enschede. Von November 1995 bis Januar 1996 leitete er als Interimstrainer das Training der Mannschaft. Nach der Verpflichtung von Hans Meyer als neuen Trainer wurde er wieder Co-Trainer. Nachdem Meyer im September 1999 zu Borussia Mönchengladbach wechselte, wurde Rutten neuer Cheftrainer. In der Saison 2000/01 gewann er mit Twente Enschede den KNVB-Pokal. Im Sommer 2001 verließ Rutten nach 23 Jahren Twente Enschede und wurde Jugendkoordinator beim PSV Eindhoven.
Nachdem Guus Hiddink im Sommer 2002 Eric Gerets als Trainer vom PSV Eindhoven ablöste, wurde Rutten Co-Trainer der ersten Mannschaft.
2003, 2004 und 2006 wurde Rutten mit dem PSV Eindhoven niederländischer Meister und erreichte 2005 das Halbfinale der Champions League. Nach vier Jahren als Co-Trainer beim PSV Eindhoven wechselte Rutten 2006 zurück zu Twente Enschede, wo er Trainer und Technischer Direktor wurde. Dort gewann er 2006 mit Twente Enschede den UEFA Intertoto Cup und nahm am UEFA-Cup teil. In der Saison 2007/08 belegte Twente Enschede den vierten Tabellenplatz. Nachdem NAC Breda und Ajax Amsterdam in den Play-offs besiegt wurden, qualifizierte sich Twente Enschede für die Qualifikationsrunde zur Champions League. Fred Rutten wurde daraufhin zum Niederländischen Trainer des Jahres gewählt.
Zum 1. Juli 2008 übernahm er das Traineramt beim FC Schalke 04. Er unterschrieb dort einen Zweijahresvertrag. Am 26. März 2009 wurde Rutten von Schalke 04 mit sofortiger Wirkung beurlaubt.
Nur drei Wochen später gab der niederländische Verein PSV Eindhoven bekannt, dass Rutten den Trainerposten am 1. Juli 2009 übernehmen wird. Am 12. März 2012 wurde er von Eindhoven entlassen.
Am 1. Juli 2012 gab der niederländische Erstligist Vitesse Arnheim die Verpflichtung Ruttens als Cheftrainer bekannt. Mit Vitesse Arnheim erreichte er in der Saison 2012/13 den vierten Tabellenplatz und damit die Qualifikation für die UEFA Europa League 2013/14. Am 18. Mai 2013 gab Rutten bekannt, dass er seinen am Saisonende auslaufenden Vertrag nicht verlängern wird.
Zur Saison 2014/15 wurde er Nachfolger von Ronald Koeman bei Feyenoord Rotterdam, entschied sich aber den Verein nach nur einem Jahr wieder zu verlassen.
Im Sommer 2016 unterzeichnete er einen Einjahresvertrag als Trainer bei Al Shabab in Dubai. Nach einer Serie von acht Spielen ohne Sieg wurde er am 21. Januar 2017 entlassen.
Nach einem Jahr ohne Anstellung wurde er am 24. Januar 2018 Trainer beim israelischen Verein Maccabi Haifa. Am 1. November 2018 trat er von diesem Posten zurück, nachdem auch der technische Direktor Mo Allach dort zurückgetreten war.
Am 6. Januar 2019 wurde er vom RSC Anderlecht verpflichtet. Nach drei Spielen ohne Sieg in den Meister-Play-offs und einem weiteren Spiel, das wegen Fankrawallen abgebrochen wurde, stand der RSC Anderlecht zu diesem Zeitpunkt auf Platz 5 der Tabelle, der zu keiner Teilnahme am Europacup berechtigte. Darauf beendete der Verein am 16. April 2019 die Zusammenarbeit mit Rutten im gegenseitigen Einvernehmen. Vor dem letzten Spieltag der Saison 2022/23 löste er Ruud van Nistelrooy als Trainer des PSV Eindhoven ab und gewann das letzte Saisonspiel gegen den AZ Alkmaar. Nach Saisonende wurde er von Peter Bosz abgelöst.